# Техника
Думата техника произлиза от гръцката дума τέχνη (изкуство, майсторство, умение) и има следните значения:
- Машини, апарати и съоръжения за извършване, осъществяване на определена човешка дейност.
- Съвкупност от похвати, начини и средства за извършване на някаква работа, дейност, с цел задоволяване на материалните и нематериалните нужди на хората
- Индивидуално умение и сръчност, майсторско изпълнение на определени похвати, на някакво действие

В България техника също е търговски термин за различни видове технически и електрически уреди, като например се прави разграничение между бяла техника и черна техника.

## Предназначение
Основното предназначение на техниката е да освободи човека от изпълнението на тежък физически труд или рутинна (еднообразна) работа, за да му предостави повече време за творчески занятия и да облекчи неговия ежедневен живот. Различните технически устройства позволяват значително да се повишат ефективността и производителността на труда, по-рационално да се използват природните ресурси, а също така да се намали вероятността от грешки на човека при изпълнение на сложни операции.
Задачи на техниката:
- Създаване на материални и културни ценности
- Производство, преобразуване и транспорт на различни видове енергия
- Събиране, обработка и предаване на информация
- Създаване и използване на различни транспортни средства
- Поддържане на отбранителната способност на страната

## Класификация
Универсална класификация на техническите средства още не е създадена и едва ли ще бъде създадена в бъдеще. Към сегашния момент техниката се класифицира основно по областите на приложението ѝ, например: промишлена техника, транспорт, битова техника, изчислителна техника и др. Допълнително техниката може да се раздели на производствена, например, станове, стругове, инструменти, средства за измерване и др., и непроизводствена – битова техника, личен транспорт, техника за отдих.
Като отделен клас стои и военната техника, в която влизат всички технически устройства и машини, предназначени за поддържане на отбранителната способност и водене на бойни действия по въздух, вода и суша, а така също и в Космоса.

## История
Първите технически средства са били оръдията за убийство и обработка: копие, бумеранг, каменна брадва, игла, шило. В епохата на неолитната революция се появява агротехниката, транспортът и хидротехническите съоръжения, а също така най-простите механични приспособления: лост, клин, блок, колело.
В края на XVIII век – началото на XIX век е индустриалната революция – създаването на парната машина и универсалните предачни станове, което довежда до края на занаятчийското производство и преминаване към промишлена икономика (машинно производство).
- В края на XIX век се създава двигателят с вътрешно горене, което позволява създаването на нов клас компактни машини, в това число и автомобили, кораби и др. Широко се внедрява електричеството, в това число и способите за генерирането му от електрически машини.
- В началото на XX век се развиват радиотехниката и радиоелектрониката и започва развитието на телекомуникациите. Създава се конвейерното производство и започва масово производство на автомобили.
- В средата на XX век се внедрява автоматизацията на производството, създава се изчислителната техника и се извършва качествен скок в техническите основи на материалното производство, настъпва научно-техническа революция (НТР), като науката се превръща във водещ фактор и индустриалното общество преминава в постиндустриално.
- В края на XX век и началото на XXI век се водят изследвания в областта на био- и нанотехнологиите, които могат да доведат до поредна НТР.

## Основни показатели
- Производителност – количеството продукция, произвеждана, обработвана, превозвана за единица време;
- Надеждност – способността на техническите устройства да изпълняват функциите си безотказно с необходимото качество.
- Дълговечност. В понятието влизат както физическото износване, така и моралното износване на техниката, тоест когато експлоатацията на напълно изправни устройства става икономически неизгодна или нецелесъобразна поради появата на по-съвършени решения.
- Икономичност – количеството материални ресурси, време, енергия, изразходвани за производството на единица продукция, преместване на единица товар и т.н.

Подобряването на показателите на всички видове техника е основа на техническия прогрес и се нарича модернизация.
Напоследък започна да се обръща много повече внимание и на други показатели на техническите устройства, преди считани за второстепенни, като екологичност, ергономия, външна естетика. Днес усъвършенстването се насочва предимно в тези направления.

## Взаимна връзка между наука, техника и технологии
Науката и техниката са тясно свързани през цялото развитие на човечеството. И ако през античността развитието на техниката е ставало основно въз основа на практическия опит (емпирично), то в днешно време то е тясно свързано с придобиването на нови научни знания и представлява следствие от фундаментални научни открития. Например разработването на такива сложни устройства като атомният реактор или съвременният компютър е тясно свързано със задълбоченото изучаване на физическите, химическите и други процеси, лежащи в основата на тяхната работа. От друга страна, научните изследвания вече са невъзможни без съвременна техника на най-високо ниво – например Големият адронен ускорител.
По този начин синхронизираното развитие на техниката и науката е необходимо условие за напредък на човешката цивилизация по избрания път на усъвършенствуване на технологиите. Макар че понякога този избор е подложен на критика, то няма алтернатива.
Разликата между наука, техника и технология невинаги е ясна. Науката изучава и изследва феномените чрез научния метод, като има за цел да разкрие основни принципи и връзки в природата. Технологиите не са продукт единствено на науката, защото трябва да отговарят и на такива изисквания като полезност, ползваемост и безопасност.
Техниката е практически ориентираният процес на проектиране и изработка на инструменти и устройства за експлоатация на природните феномени за нуждите на човека като често се използват научни резултати (но невинаги). Развитието на една технология може да почива на разнообразни области на знанието, включително наука, техника, математика, лингвистика и история, като крайната цел е да се постигне конкретен практически резултат.
Технологията често е следствие на науката и техниката, макар и да ги предшествува като човешка дейност. Например науката може да изследва протичането на електрони през проводник като използва вече налични уреди и знания. Новополученото знание може след това да бъде използвано от инженерите за създаване на нови уреди и машини като полупроводници или компютри, както и на авангардни технологии. В този смисъл учените и инженерите са едновременно и технолози и за целите на развойната дейност често трите области се считат за едно цяло.

## Техниката и обществото
За последните столетия техниката е оказала решаващо влияние върху социално-икономическия строй на човешкото общество. Именно машинното производство е в основата на прехода от феодалното общество към капиталистическото, а развитието на битовата и потребителската техника е в основата на съвременната цивилизация.
Прогресът във военната техника, особено в сферата на оръжията за масово поразяване, радикално измени начините за водене на война, като превърна мащабните сблъсъци между държавите в по-малко вероятни. А разработката на т.нар. „несмъртоносни“ видове оръжие може забележимо да измени стратегията и тактиката на бъдещите войни.
Положителната страна в развитието на техниката в последните години е, че развитието на нови отрасли и направления изисква колосални капиталови и интелектуални разходи. Това води до широко международно сътрудничество, например в областта на космическите изследвания, фундаменталните физически изследвания, енергетиката.